# DJ Kitsune

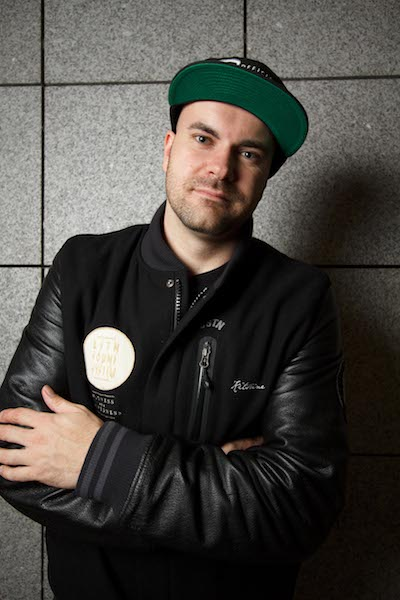
DJ Kitsune, 2012

DJ Kitsune (* 31. Juli 1979 in Ilmenau; bürgerlich Philipp Senkpiel) ist ein deutscher DJ, Musikproduzent, Gründer und Betreiber eines Independent-Label und Verleger. Er entstammt der Frankfurter Hip-Hop-Szene und ist vor allem durch seine Radiosendungen, Mixtapes, DJ-Gigs und Touren mit Rappern wie Azad, Curse, Jonesmann oder Pal One bekannt.
DJ Kitsune gewann 2006 die Auszeichnung des „Best National DJ 2006“ der deutschen Hip-Hop Website Hiphop.de und wurde im gleichen Jahr bei den Justo's Mixtape Awards in New York für den Preis des „Best International Mixtape DJ“ nominiert. DJ Kitsune gilt heute als eines der Aushängeschilder der deutschen Hip-Hop-DJs und als langjähriger Förderer für Musiker und Komponisten. Das Online-Magazin Jetzt.de der Süddeutschen Zeitung bezeichnet DJ Kitsune als Anwärter auf den Titel „Hardest Working Men in German HipHop-Business“.

## Leben
DJ Kitsune begann seine DJ-Karriere mit ersten Mixtapes und gemixten Radiosendungen in den Jahren 1997 und 1998. Maßgeblich inspiriert und beeinflusst von Frankfurter Szene-Größen wie DJ C.A.L.I.P.H., Roey Marquis II. und DJ Chubby B., spezialisierte sich DJ Kitsune auf Hip-Hop, RnB und Reggae-Musik und spielte seine ersten Club-Gigs in legendären Frankfurter Discotheken wie dem Funkadelic, Nachtleben und Cooky's. Über Residencies im Opium (Frankfurt), 50 Grad (Mainz), O25 (Frankfurt) und ab 2004 dem Unity (Frankfurt) wurde Kitsune einem breiten Publikum bekannt.
Parallel dazu war DJ Kitsune seit 1999 wöchentlich im Radio zu hören. An der Seite von Chubby B. und B.A. stand Kitsune jeden Montag bei der Sendung „Dope Beats“ bei Hr XXL an den Plattenspielern. Später war Kitsune als DJ auf Shade45 in den USA und JAM FM in Deutschland zu hören.
Kitsunes Karriere als Live-DJ für deutsche Rap-Stars begann mit einem Engagement des Frankfurter Künstlers Jonesmann im Jahre 2003. Als Jonesmann als Support-Act für Azads „Faust Des Nordwestens-Tour“ angefragt wurde, wurde Kitsune zunächst nur von Jonesmann, kurz darauf jedoch auch von Azad als alleiniger DJ für die ganze Tour angeheuert. Im direkten Anschluss an diese Shows übernahm Kitsune auch den Posten des Live-DJs für alle weiteren Azad-Shows der nächsten 3 Jahre, inklusive der „Auf Die Harte Tour“, die Azad als Co-Headliner mit Bushido bestritt. Nach der Trennung von Azad und der Kooperation mit Bozz Music, spielte Kitsune (in Co-Regie mit Kool DJ GQ) ab 2008 eine Club-Tour mit Curse, vereinzelte weitere Shows, wie z. B. auf dem Splash folgten.
Im Laufe seiner Karriere stand Kitsune außerdem für u. a. Rasul (Square One), Pal One, Kool Savas, Cappadonna, Samy Deluxe, Bushido, Jeyz, Jamil & Jamal, Kurz Und Bündig, Mars Und Sti, Warheit und Lunafrow als DJ auf der Bühne.
Für seine zahlreichen Mixtapes wurde Kitsune 8-mal in seiner Karriere mit dem Titel „Mixtape Des Monats“ des deutschen Hip-Hop-Magazins Juice ausgezeichnet und im Jahre 2006 für den Titel „Best International Mixtape DJ“ bei den renommierten Justo's Mixtape Awards in New York nominiert. Damit gilt DJ Kitsune als einer der erfolgreichsten deutschen Mixtape-DJs der Hip-Hop-Szene. Zeitgleich wurde DJ Kitsune als einziger deutscher Vertreter eingeladen, den Shadyville DJs beizutreten, einer Vereinigung einflussreicher DJs unter Führung von 50 Cents DJ Whoo Kid, zu der u. a. auch DJ Cut Killer und Tim Westwood gehören. Als Teil dieser Berufung bekam DJ Kitsune auch Sendeplätze für eigene Shows auf Shade45, dem Radiosender von Eminem unter dem Dach von Sirius XM Radio in den USA & Kanada.
DJ Kitsune gilt als einer der herausragenden deutschen Club-DJs und spielt regelmäßig Shows in ganz Europa und den USA. Insbesondere sein schneller, New York-inspirierter Auflegestil und die Mischung aus brandneuen Songs und vielen Klassikern zeichnen seine Live-Shows aus.

## Starting Lineup
Unter dem Namen Starting Lineup ist die von DJ Kitsune im Jahre 1999 ins Leben gerufene Management-Agentur mit angeschlossenem Label bekannt. Ursprünglich als Booking-Agentur für die befreundeten DJs Chubby B., C.A.L.I.P.H., Biz, Giu und Kitsune vorgesehen, entwickelte sich Starting Lineup schnell zu einem eigenen Label, das seit 2001 zahlreiche Veröffentlichungen auf Vinyl, CD, DVD und Musikkassette hatte. Künstler wie Jonesmann, Azad, Curse, Rasul, Pal One, DJ Kitsune, Statik Selektah, Xavier Naidoo (um nur einige zu nennen) haben alle mit Gastauftritten, eigenen Songs oder ganzen Alben zum Katalog des Labels Starting Lineup beigetragen. Während das Label anfänglich vermehrt Vinyl-Platten auf den Markt brachte, sind die letzten Alben nur noch auf CD oder als digitaler Release erschienen.
Zeitgleich hatte Starting Lineup sich stets um das Management und die Vermarktung von befreundeten und label-eigenen Künstlern gekümmert. Dazu zählten zeitweise (teilweise auch bis heute andauernd) u. a. Jonesmann, Pal One, Rasul, Sti, Crada, Hila Bronstein, DJ Kitsune, Kaled Ibrahim und Nicodemus.
DJ Kitsune ist Gründungsmitglied und Geschäftsführer (gemeinsam mit Markus N. Ernst) von Starting Lineup.

## SL AllStars
Im Jahre 2008 wurde die Verlags-Edition „SL AllStars“ gegründet. „SL AllStars“ ist im Hamburger Verlagshaus AMV Talpa beheimatet und verlegt die Texter und Komponisten Crada, DJ Kitsune, Markus N. Ernst und Hila Bronstein. Zu den von „Edition SL AllStars“ verlegten Titeln zählen u. a. „Fireworks“ von Drake feat. Alicia Keys (2010 Universal Music), „Hyyerr“ von Kid Cudi feat. Chip Tha Ripper (2009 Universal Music), „Get That Paper“ von D-Block feat. Sheek Louch, Styles P., Jadakiss & S.I. (2009 D-Block/E1 Entertainment) sowie viele weitere von Crada produzierte Musikstücke.

## Radioshows
Seit den ersten Tagen seiner Karriere war DJ Kitsune im Radio aktiv. Während es 1998 noch erste Mixe auf dem Frankfurter Lokalsender Radio X waren, wurde er bald Nachfolger von Roey Marquis II. als DJ der wöchentlichen Hip-Hop-Sendung „Dope Beats“ auf Hr XXL, der damaligen Jugendwelle des Hessischen Rundfunks. Im Zuge der Einstellung von hrXXL kam DJ Kitsune im Radio- und TV-Format „Clubnight“ beim Nachfolgesender You FM unter und bestritt dort für ca. drei weitere Jahre regelmäßige Sendungen. Als Teil seiner Berufung in die DJ-Verbindung „Shadyville DJs“ spielte DJ Kitsune von 2006 bis 2008 regelmäßige Sendungen auf Eminems Radiosender Shade 45 auf dem US-amerikanischen Satellite-Radio-Sender Sirius XM Radio. Seit Sommer 2009 ist DJ Kitsune mittwochs von 22.00 Uhr bis 23.00 Uhr auf Jam FM zu hören.

## Diskografie
Alben
| Interpret  | Titel                    | Jahr | Label                                  | Art der CD | Bemerkungen |
| ---------- | ------------------------ | ---- | -------------------------------------- | ---------- | --- |
| Jonesmann  | The Best Of Mixtape      | 2003 | Starting Lineup Records                | Mix-CD     | gemixt von DJ Kitsune                                                                                                   |
| Blaze      | Makin Moves Vol. 1       | 2004 |                                        | Mix-CD     | gemixt von DJ Kitsune                                                                                                   |
| Jonesmann  | Macht, Käse, Flows, Cash | 2005 | Bozz Music                             | Mix-CD     | im Vertrieb von Universal Music                                                                                         |
| Rasul      | Opium Vol. 1             | 2006 | Starting Lineup Records                | Album      | gemixt von DJ Kitsune                                                                                                   |
| Curse      | Einblick Zurück          | 2007 | Alles Real/Subword/BMG                 | Album      | Best-Of Mixtape mit über 40 Songs aus dem umfassenden Katalog von Curse (gemeinsam mit Kool DJ GQ)                      |
| Rasul      | Opium Vol. 2             | 2007 | Starting Lineup Records                | Album      | gemixt von DJ Kitsune, gehostet von Statik Selektah                                                                     |
| Separate   | Die Jagd Auf Den König 2 | 2008 | Buckwheat Music                        | Album      | |
| DJ Kitsune | Victory                  | 2008 | Kings & Crookz/Starting Lineup Records | Album      | ursprünglicher Arbeitstitel: „Victory 4“ (als Anschluss an die vorher erschienene Mixtape-Reihe „Victory“)              |
| Monroe     | Movement                 | 2009 | PaperPaper                             | Album      | die limitierte Deluxe Edition enthielt eine von DJ Kitsune gemixte Bonus Disc mit den besten Songs aus Monroes Karriere |

Mixtapes
| Titel                   | Jahr | Label                                  | Art der CD    | Bemerkungen |
| ----------------------- | ---- | -------------------------------------- | ------------- | --- |
| All I See Is The Future | 1998 | Eigenvertrieb                          | Mix-Tape      | kostenloses Silvester-Mixtape gemeinsam mit DJ C.A.L.I.P.H.                                                           |
| DJ Kitsune              | 1999 | Eigenvertrieb                          | Mix-Tape      | das erste eigene Mixtape von DJ Kitsune, in Kleinauflage nur in Frankfurter Plattenläden erhältlich gewesen           |
| Forces Of Nature        | 2000 | Starting Lineup Records                | Mix-Tape      | |
| Forces Of Nature 2      | 2001 | Starting Lineup Records                | Mix-Tape      | |
| Forces Of Nature 3      | 2002 | Starting Lineup Records                | Mix-Tape      | |
| Not Your Average DJ     | 2003 | Starting Lineup Records                | Mix-CD        | |
| Victory                 | 2004 | Starting Lineup Records                | Mix-CD        | nicht zu verwechseln mit dem gleichnamigen Studioalbum aus dem Jahre 2008                                             |
| Transit Line            | 2005 | NoCode Music & Starting Lineup Records | Mix-CD        | gemeinsames Mixtape mit dem Schweizer DJ & Produzenten DJ Sweap                                                       |
| Victory 2               | 2005 | Starting Lineup Records                | Mix-CD        | |
| Heat Vol. Jan           | 2006 | Starting Lineup Records                | Mix-CD        | Auftakt der Mixtape-Reihe „Heat“                                                                                      |
| Heat Vol. Feb           | 2006 | Starting Lineup Records                | Mix-CD        | |
| Heat Vol. Mar           | 2006 | Starting Lineup Records                | Mix-CD        | |
| Heat Vol. Apr/May       | 2006 | Starting Lineup Records                | Mix-CD        | |
| Heat Vol. Jun/Jul       | 2006 | Starting Lineup Records                | Mix-CD        | |
| Heat Vol. Oct/Nov       | 2006 | Starting Lineup Records                | Mix-CD        | letzter Teil der „Heat“-Reihe                                                                                         |
| Victory 3               | 2007 | Starting Lineup Records                | Mix-CD        | abschließender Teil der „Victory“-Trilogie, gefolgt vom gleichnamigen Studioalbum                                     |
| The Best Of Young Buck  | 2008 | Starting Lineup Records                | Mix-CD        | erster Teil der „G-Unit Series“                                                                                       |
| The Best Of Stat Quo    | 2008 | Starting Lineup Records                | Mix-CD        | |
| 50 Cent: I Get Money    | 2008 | Starting Lineup Records                | Mix-CD        | zweiter Teil der „G Unit Series“                                                                                      |
| Revolution Of The DJs   | 2011 | New Def                                | Online-Mix-CD | Online-Mixtape mit DJ Eskei83, DJ Access, DJ Stickle, DJ Ron, DJ Craft, DJ D-Tale, DJ Danetic, DJ Ray-D und DJ XRated |